# Olympiska sommarspelen 1940
Olympiska sommarspelen 1940 blev inställda på grund av det då pågående andra världskriget. Spelen var planerade att gå i Helsingfors i Finland. Ursprungligen var det planerat att spelen skulle gå i Tokyo, Japan, men i samband med utbrottet av det andra sino-japanska kriget 1937 flyttades spelen till Helsingfors, som hade kommit tvåa i omröstningen.
Efter att ha varit uppvisningsgren vid de olympiska sommarspelen 1936 skulle segelflygning bli en egen olympisk gren 1940 och segelflygplanstypen DFS Olympia Meise konstruerades för ändamålet, men planerna har sedan spelen inställdes aldrig realiserats. Helsingfors Olympiastadion som stått klar sedan 1938 kom dock till användning vid Finnkampen 1940, där även Tyskland fanns med som tredje deltagande nation, vid sidan av Sverige och Finland.
Även de planerade olympiska sommarspelen 1944 i London ställdes in på grund av kriget, samt de planerade vinterspelen 1940 och 1944. Olympiska sommarspelen 1948 i London blev istället de första sommarspelen efter kriget. Helsingfors anordnade sedermera olympiska sommarspelen 1952 och Tokyo 1964.